# Liste der Monuments historiques in Volckerinckhove
Die Liste der Monuments historiques in Volckerinckhove führt die Monuments historiques in der französischen Gemeinde Volckerinckhove auf.

## Liste der Bauwerke
| Bezeichnung       | Beschreibung              | Standort | Kennzeichnung | Schutzstatus | Datum | Bild           |
| ----------------- | ------------------------- | -------- | ------------- | ------------ | ----- | -------------- |
| Kirche St-Folquin | Erbaut im 11. Jahrhundert | (Lage)   | PA59000129    | Inscrit      | 2006  | weitere Bilder |

## Liste der Objekte
- Monuments historiques (Objekte) in Volckerinckhove in der Base Palissy des französischen Kultusministeriums